# VIXX
VIXX (hangul: 빅스) är ett sydkoreanskt pojkband bildat 2012 av Jellyfish Entertainment.
Gruppen består av de fem medlemmarna N, Leo, Ken, Ravi och Hyuk. Hongbin lämnade gruppen 2020.

## Biografi
VIXX är den första KPOP-gruppen som någonsin haft konsert i Skandinavien. Den 2 november 2013 kom de till Stockholm för att hålla en konsert inför cirka 1 100 åskådare. Konserten arrangerades av KPOP NONSTOP.

## Medlemmar
| Artistnamn   | Artistnamn | Födelsenamn    | Födelsenamn | Födelsedatum      |
| Romanisering | Hangul     | Romanisering   | Hangul      | Födelsedatum      |
| ------------ | ---------- | -------------- | ----------- | ----------------- |
| N            | 엔         | Cha Hak-yeon   | 차학연      | 30 juni 1990      |
| Leo          | 레오       | Jung Taek-woon | 정택운      | 10 november 1990  |
| Ken          | 켄         | Lee Jaeh-wan   | 이재환      | 6 april 1992      |
| Ravi         | 라비       | Kim Won-sik    | 김원식      | 15 februari 1993  |
| Hongbin      | 홍빈       | Lee Hong-bin   | 이홍빈      | 29 september 1993 |
| Hyuk         | 혁         | Han Sang-hyuk  | 한상혁      | 5 juli 1995       |

## Diskografi

### Album
| Albuminformation                                      | Topplacering          | Topplacering   |
| Albuminformation                                      | Sydkorea (Gaon Chart) | Japan (Oricon) |
| Koreanska                                             | Koreanska             | Koreanska      |
| ----------------------------------------------------- | --------------------- | -------------- |
| Super Hero (Singelalbum) - Släppt: 24 maj 2012        | 18                    | —              |
| Rock Ur Body (Singelalbum) - Släppt: 14 augusti 2012  | 8                     | —              |
| On and On (Singelalbum) - Släppt: 17 januari 2013     | 4                     | —              |
| Hyde (EP-skiva) - Nyutgåva: Jekyll (31 juli 2013)     | 3                     | —              |
| Voodoo (Studioalbum) - Släppt: 25 november 2013       | 1                     | —              |
| Eternity (Singelalbum) - Släppt: 27 maj 2014          | 1                     | —              |
| Error (EP-skiva) - Släppt: 14 oktober 2014            | 1                     | —              |
| Boys' Record (Singelalbum) - Släppt: 24 februari 2015 | 1                     | —              |
| Chained Up (Studioalbum) - Släppt: 10 november 2015   | 1                     | —              |
| Zelos (Singelalbum) - Släppt: 19 april 2016           | 1                     | —              |
| Hades (Singelalbum) - Släppt: 12 augusti 2016         | 1                     | —              |
| Kratos (EP-skiva) - Släppt: 31 oktober 2016           | 2                     | 48             |
| Shangri-La (EP-skiva) - Släppt: 15 maj 2017           | 2                     | 37             |
| Eau de VIXX (Studioalbum) - Släppt: 17 april 2018     | 1                     | 36             |
| Japanska                                              |                       |                |
| Error (Singelalbum) - Släppt: 10 december 2014        | —                     | 6              |
| Can't Say (Singelalbum) - Släppt: 9 september 2015    | —                     | 4              |
| Depend on Me (Studioalbum) - Släppt: 27 januari 2016  | —                     | 4              |
| Hana-Kaze (Singelalbum) - Släppt: 29 juni 2016        | —                     | 3              |

### Singlar
| År        | Titel           | Topplacering          | Topplacering   |
| År        | Titel           | Sydkorea (Gaon Chart) | Japan (Oricon) |
| Koreanska | Koreanska       | Koreanska             | Koreanska      |
| --------- | --------------- | --------------------- | -------------- |
| 2012      | "Super Hero"    | 112                   | —              |
| 2012      | "Rock Ur Body"  | 118                   | —              |
| 2013      | "On and On"     | 25                    | —              |
| 2013      | "Hyde"          | 35                    | —              |
| 2013      | "G.R.8.U"       | 14                    | —              |
| 2013      | "Only U"        | 40                    | —              |
| 2013      | "Voodoo Doll"   | 7                     | —              |
| 2014      | "Eternity"      | 7                     | —              |
| 2014      | "Error"         | 5                     | —              |
| 2015      | "Love Equation" | 2                     | —              |
| 2015      | "Chained Up"    | 8                     | —              |
| 2016      | "Dynamite"      | 14                    | —              |
| 2016      | "Fantasy"       | 22                    | —              |
| 2016      | "The Closer"    | 8                     | —              |
| 2016      | "Milky Way"     | 96                    | —              |
| 2017      | "Shangri-La"    | 13                    | —              |
| 2018      | "Scentist"      | 74                    | —              |
| Japanska  |                 |                       |                |
| 2014      | "Error"         | —                     | 6              |
| 2015      | "Can't Say"     | —                     | 4              |
| 2016      | "Depend on Me"  | —                     | 4              |
| 2016      | "Hana-Kaze"     | —                     | 3              |